# Герстнер, Луис
Луис Герстнер (англ. Louis V. Gerstner, Jr.; род. 1 марта 1942, Минеола, штат Нью-Йорк) — американский бизнесмен, топ-менеджер, бывший седьмой генеральный директор (1993—2002) и председатель совета директоров (1993—2002) корпорации IBM — «человек, который спас IBM».
Герстнер также возглавлял компанию RJR Nabisco и занимал руководящие должности в компаниях American Express и McKinsey & Company.

## Ранние годы и образование
Лу Герстнер родился в небогатой католической семье: отец начинал как водитель молоковоза, а закончил карьеру экспедитором в компании F&M Schaeffer Brewing Company; мать работала секретарем, риэлтором, администратором в колледже. В семье было четверо сыновей. Чтобы оплатить образование детей, родители регулярно перезакладывали дом.
Окончив в 1959 году католическую школу Чэминад, Герстнер собирался стать священником, однако воспользовавшись предложенной стипендией, поступил в Дартмутский колледж, где в 1963 году получил степень бакалавра технических наук.
Сразу после окончания колледжа он поступил в Гарвардскую школу бизнеса, которую окончил в 1965 году в возрасте 23 лет.

## Карьера

### McKinsey & Company
После окончания учёбы в 1965 году Лу Герстнер начал работать в консалтинговой фирме McKinsey & Company. В 1974 году он стал старшим партнёром. В 1977 году принял предложение от одного из клиентов — American Express, — где возглавил Travel Related Services Group, подразделение, работавшее с кредитными картами American Express и дорожными чеками.

### American Express
Придя в компанию, Герстнер нашёл новые способы использования карт и привлечения новых клиентов. Так, кредитные карты компании стали широко использоваться в розничной торговле (1985 год) и в качестве корпоративных.
За время его работы в American Express выпуск карт увеличился с 8 до 31 млн, а совокупный рост прибыли подразделения составлял 17 %.

### RJR Nabisco
В апреле 1989 года Лу Герстнер перешёл на работу в крупную компанию-производителя фасованных товаров RJR Nabisco, которая возникла в результате слияния Nabisco и R.J. Reynolds Tobacco Company. Через четыре года, в 1992 году Герстнер начал работу в IBM.

### IBM, 1993—2002 годы
В январе 1993 года после объявления об уходе в отставку председателя правления и генерального директора Джона Эйкерса (англ. John Akers), поиски его преемника велись среди представителей IT-индустрии. Но поскольку ни Джон Скалли из Apple, ни Джордж Фишер (англ. George M.G. Fisher) из Motorola, ни Билл Гейтс из Microsoft не проявили интереса, IBM вышла за рамки отрасли и обратилась к Лу Герстнеру.
Философия управления
На первой встрече с членами правления IBM Герстнер изложил, среди прочего, следующие принципы управления:
- Следование принципам, а не процедурам
- Действия диктует рынок
- Вера в качество, сильные стратегии, командную работу, вознаграждение в зависимости от результатов, нравственную ответственность
- Поиск людей, умеющих работать, решать проблемы и помогать коллегам. Увольнение политиканов
- Посвящать много времени стратегии
- Действовать быстро, пусть ошибки будут результатом скорости, а не промедления
- Иерархия малозначима[7]

Основные направления реформ
- Сокращение затрат. В ходе широкомасштабной программы расходы в целом были сокращены на $8,9 млрд, в том числе и за счёт массовых увольнений (35 тыс. человек сократил Герстнер, 45 тыс. — его предшественник, Джон Эйкерс).
- Продажа за наличные активов, не приносящих дохода.
- Сохранение IBM как единого целого. Лу Герстнер остановил выполнение плана, предполагавшего разделение компании на несколько операционных единиц, сказав позже, что это было «самым важным решением, из тех, что я когда-либо принимал — не только в IBM, но и за всю карьеру».
- Создание единого бренда IBM. Герстнер считал, что уникальное конкурентное преимущество IBM заключается в способности предоставлять клиентам комплексные решения и что компания должна стать ведущим интегратором технологий. Следуя этому курсу IBM объединила множество рекламных агентств в одно — Ogilvy & Mather, — чтобы создать общий информационный посыл бренда IBM для всех продуктов и услуг компании по всему миру.
- Прекращение производства провальных с точки зрения рынка разработок. Поскольку Герстнер не испытывал трепетных чувств к таким многострадальным продуктами IBM, как OS/2, производство этого и подобных ему продуктов было остановлено.
- Изменение системы оплаты. Основным принципом стала дифференциация: совокупный размер выплат зависел от рыночных показателей; размер прибавки — от индивидуальных результатов работы; бонусов — от результатов работы компании и личного вклада и т. д.
- Концентрация на потребностях клиентов, а не на внутренней политике. Лу Герстнер отменил категории вице-президентов, запретил выпускать пресс-релизы по организационным вопросам, призвал использовать общепринятый, понятный клиентам, язык, а не существовавший в IBM корпоративный жаргон; смягчил дресс-код, разрешив носить не только строгие тёмные костюмы с белой рубашкой.
- Поощрение командной работы: сотрудники должны были знать, что их конкуренты работают за стенами компании, а не в кабинете напротив. Плюс была прекращена практика «обсессивного перфекционизма» и «бесконечных исследований» (англ. studying things to death). Отныне сотрудников вознаграждали за быструю работу[8][9][10].

Результаты
Благодаря усилиям Герстнера рыночная капитализация IBM выросла с $29 до $168 млрд на момент его ухода в 2002 году.

### После IBM
В январе 2003 года Лу Герстнер был назначен председателем совета директоров The Carlyle Group — одного из крупнейших инвестиционных фондов. В 2008 году ушёл на пенсию, оставшись, однако, старшим советником фонда.
Благодаря успеху в IBM, Герстнер стал также наставником Говарда Стрингера (англ. Howard Stringer), возглавлявшего Sony Corporation.
В январе 2013 года Broad Institute — исследовательский центр, работающий в области биомедицины и генетики, объявил, что Лу Герстнер возглавит его совет директоров.

## Деятельность в области образования
Помимо карьеры в бизнесе, Лу Герстнер на протяжении всей жизни работал в области улучшения качества образования. Так, в 2003 году он создал комиссию (англ. The Teaching Commission) для разработки конкретных рекомендаций для преодоления кризиса в преподавании, с которым столкнулись США. С 1996 по 2002 он был сопредседателем Achieve — организации, созданной правительством США и ведущими бизнесменами для внедрения высоких академических стандартов в государственных школах США.
Во время работы в IBM он учредил Reinventing Education — стратегическое партнёрство с двадцать одним штатом и школьным округом, которые использовали технологии и техпомощь IBM для повышения успеваемости учащихся).

## Отличия и награды
За работу в области развития образования Герстнер был многократно награждён, в том числе он получил медаль Кливледа Э. Доджа (Cleveland E. Dodge Medal), Тичерз колледж Колумбийского университета; и награду за выдающиеся заслуги в области науки и образования Американского музея естественной истории.
В знак признания достижений в области образования и достижений в области бизнеса Елизавета II удостоила Лу Герстнера звания Почётного кавалера ордена Британской империи (англ. honorary Knight of the British Empire, KBE).

## Личная жизнь
Женат на Элизабет Робин Линкс (англ. Elizabeth Robin Links), двое детей.
Выйдя на пенсию, окончил курсы по археологии и истории Китая в Кембридже.